# Retórica anti-LGBT
A retórica anti-LGBT e slogans anti-gay são temas, frases de efeito e slogans que tem sido usados contra a homossexualidade e outras orientações sexuais, atacando e criticando as pessoas lésbicas, gays, bissexuais e transgêneros (LGBT). Eles vão desde a expressão de negatividade com recurso a religião, medicina, ou razões morais, com o objetivo pejorativo principal de desprezar e descredibilizar  os LGBT, amplamente considerado como sendo um discurso de ódio.
A retórica anti-LGBT geralmente consiste em pânico moral ou teorias da conspiração. Na Europa Oriental, essas teorias de conspiração são baseadas em teorias de conspiração antissemitas anteriores e postulam que o movimento LGBT é um instrumento de controle e dominação estrangeira. A retórica tem, em geral, uma base ideológica no heterossexismo, e podem ser motivadas por lésbofobia, homofobia, bifobia e transfobia.

## Temas
Alguns conceitos e argumentos contra o  desejo e práticas com o mesmo sexo, têm sido evidentes ao longo dos séculos, embora a importância de argumentos específicos variou de cultura para cultura. Por exemplo, a preocupação com o abuso de crianças é em grande parte moderna.
A retórica anti-gay pode vir sobre a mantra que a homossexualidade vai contra os valores tradicionais, de que a homossexualidade é um Cavalo de Tróia, ou que "destrói famílias" e a humanidade.
Uma extensa apresentação de todas as afirmações anti-homossexual nos Estados Unidos na época de 1964 é encontrado no relatório legislativo da Flórida, Homosexuality and Citizenship in Florida.

### Declaração de que desejos pelo mesmo sexo não são naturais
Esta acusação particular remonta a Platão, que defendia em Leis I 636C e VIII 841D que O sexo homossexual foi "fora da natureza" (para phusin).
Embora o estabelecimento psiquiátrico, uma vez tratou como doença o desejo sexual, a homossexualidade foi removida mais tarde, da lista de transtornos mentais em 1974, no Manual Diagnóstico e Estatístico de Transtornos Mentais (DSM), porque não estava apoiado em evidências científicas sólidas e não satisfazem os critérios para um transtorno mental. Tem havido uma controvérsia significativa sobre a presente decisão. No entanto de acordo com outra retórica deste argumento, realizada por grupos como a Sociedade Americana de Defesa da Tradição, Família e Propriedade, existem alguns comportamentos exibidos por muitos animais que a maioria consideraria errados em seres humanos, tais como o canibalismo. O contra-argumento para esta afirmação é que ela confunde "não natural" com o "errado", e que é portanto, uma simples reformulação da alegação de que a homossexualidade é moralmente errada (como o canibalismo), não naturais. Estas questões são complicadas pela polissemia dos termos "natural" e "artificial" , que podem ser usados de maneiras equivocadas.
Um moderno slogan cristão que expressa este ponto de vista é "Deus fez Adão e Eva, não Adão e Ivo".

### Confusão com o abuso de crianças
A alegação de que os homossexuais abusam sexualmente de crianças existe antes da era atual, sendo associado a pederastas mesmo durante a antiguidade. Mais recentemente, esta retórica tem sido formulada como "recrutamento homossexual", o que implica que homossexuais estão secretamente levando crianças para um “estilo de vida homossexual”. O slogan comum é "Homossexuais não podem se reproduzir, então eles devem recrutar/influenciar" ou suas variantes.
No site do The Advocate, Richard Meyer em entrevista para sua obra, Outlaw Representation: Censorship and Homosexuality in 20th-Century American Art, aborda esta linha de ataque:
Aqueles que atacaram a obra de Mapplethorpe no final de 1980, usando esta fotografia para reforçar os estereótipos de longa data dos homens gays como pedófilos. Embora nenhuma atividade sexual é mostrada (ou mesmo sugerida) no retrato, e embora o quadro foi encomendado pela mãe da criança que estava na sala no momento da sua tomada, o próprio fato de que Mapplethorpe havia fotografado um menino nu foi o suficiente, pelo menos na mente de Pat Robertson e Jesse Helms, para o fotógrafo ser acusado de abuso sexual infantil.— Tim Miller, The Advocate.
Grupos anti-gay têm frequentemente argumentado que homens gays são mais abusadores sexuais do que os heterossexuais, sobre o fundamento de que um terço dos pedófilos vão atrás de meninos, ao invés das meninas. Isto é muito acima da proporção de homens gays na população. Assim, é defendido que os homens gays são desproporcionalmente minotários para está legação.
Homossexualidade e pedofilia homossexual não são sinônimos. Na verdade, pode ser que estas duas orientações são mutuamente exclusivas. A razão é que o homossexual é sexualmente atraído pelas características  masculinas enquanto que o heterossexual é sexualmente atraído as características femininas. As características das crianças, sexualmente imaturas, são mais femininas do que masculinas. O abusador de crianças que está atraído e envolvido em relações sexuais adultas é heterossexual. Parece, portanto, que o heterossexual adulto constitui um risco maior as crianças do que o adulto homossexual.
Em 2015, o grupo conservador Campaign for Houston anunciou um projeto de lei, Houston Proposition 1, contra o projeto anti-discriminação que protegeria os direitos das pessoas transgênero de utilizar os banheiros que se alinham com a sua identidade de gênero. O vídeo do projeto, que implica o abuso sexual de uma menina, foi atacado como "a definição de transfobia", por J. Brian Lowder, um editor associado para o Slate e o autor da seção LGBT.
Como as pessoas trans têm apontado uma e outra vez ao longo destas guerras de banheiros cansativa, é que eles estão apenas tentando fazer xixi na instalação apropriada e segura para sua identidade de gênero. Sugerir, como este anúncio faz, que eles estão tentando encurralar meninas em  banheiros, ecoando Jonathan Capehart, é terrivelmente perverso.— J. Bryan Lowder, Slate

### Sexo homossexual é pecado

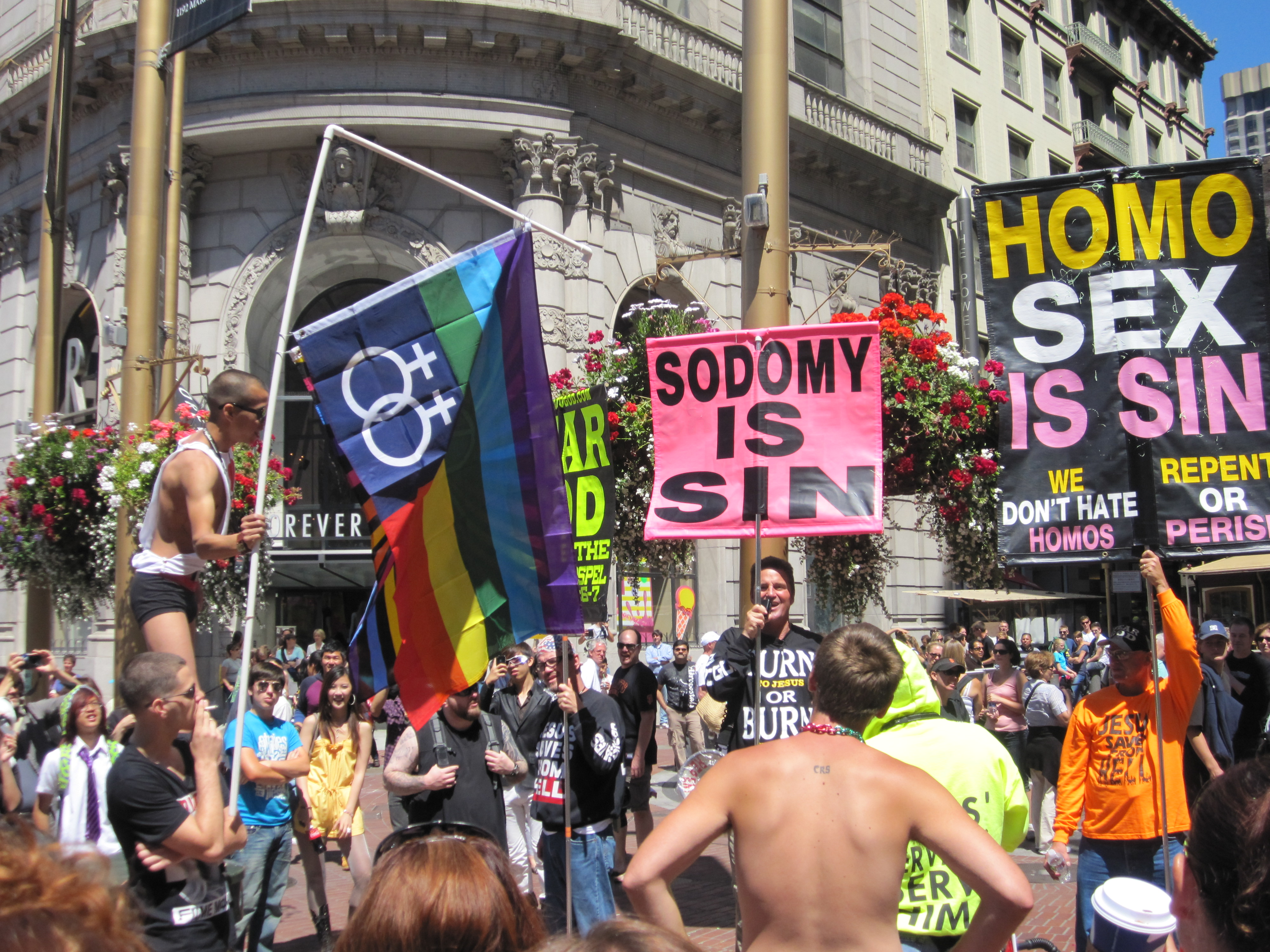
Protesto religioso contra a homossexualidade em San Francisco

Muitos denominações conservadoras abraâmicas e outras religiões consideram atos homossexuais inerentemente pecadores, baseado nas escrituras, (por exemplo, Levítico 18:22, "não tem relações sexuais com um homem como se faz com mulher; é detestável" e Levítico 20:13, "Se um homem tiver relações sexuais com um homem como com mulher, ambos fizeram o que é detestável. Eles serão mortos; o seu sangue será sobre a sua própria cabeça", bem como 1 Coríntios 6:9, "Ou não sabeis que os injustos não hão de herdar o reino de Deus? Não erreis: nem os devassos, nem os idólatras, nem os adúlteros, nem os efeminados [homossexuais]...herdarão o reino de Deus.") elas são usadas por muitos cristãos e fundamentalistas cristãos (por exemplo, Pat Robertson e Jerry Falwell), para afirmar que a relação homossexual é pecaminosa. Estes indivíduos e congregações acreditam que tais atos sexuais, como sexo anal e sexo oral (juntamente com a prostituição de qualquer tipo) são formas de imoralidade sexual, que deve ser desaconselhada. Um slogan comumente utilizado é a frase "amar o pecador e não o pecado." Estas igrejas tendem a falar contra a violência e o ódio para com aqueles que são atraídos para o mesmo sexo. Dallin H. Oaks, de A Igreja de Jesus Cristo dos Santos dos Últimos dias disse:
Desejo agora dizer com ênfase que a nossa preocupação com o fruto amargo do pecado é acoplado com a simpatia cristã para suas vítimas, inocentes ou culpados. Defendemos o exemplo do Senhor, que condenou o pecado, mas amou o pecador. Devemos estender a mão com carinho e conforto para os aflitos, ministrando às suas necessidades e ajudá-los com seus problemas.
Algumas igrejas conservadoras rejeitam a ideia de uma orientação homossexual e ver a homossexualidade como sendo um impulso em direção pecaminosa e portanto o comportamento homossexual, algo que todos podem experimentar de vez em quando. Vários slogans inflamatórios e controversos, incluindo alguns listados na próxima seção, foram utilizados por congregações e indivíduos, especialmente por Fred Phelps, fundador do site godhatesfags.com e independente da Igreja Batista de Westboro. Estes slogans tem incluído "Deus Odeia Bichas", "Temer a Deus e Não as Maricas", e "Matthew Shepard Queima No Inferno". Outras congregações, incluindo o Igrejas da Comunidade Metropolitana, comumente afirmam e acreditam que nem a homossexualidade, nem os atos sexuais homossexuais são pecado.
A homossexualidade também é freqüentemente considerada pecaminosa no Islã. Em alguns países do Oriente Médio, os atos de homossexualidade são punidos com a morte. O único país que reconhece as relações entre o mesmo sexo no Oriente Médio é Israel, embora a homossexualidade é legal em alguns outros países. Junto com Israel, atividades sexuais entre o mesmo sexo foram legais nos territórios da Palestina (Cisjordânia) desde 1951. A homossexualidade entre as mulheres, no entanto, é legal em mais países Islâmicos que a homossexualidade entre os homens.
Com base nisto, o Reverendo Jerry Falwell responsabilizou os homossexuais (entre outros) para, indiretamente, causando os ataques terroristas a Nova York e Washington, em 11 de setembro de 2001, provocando a violência dos fundamentalistas Islâmicos. No programa de televisão cristão americano, The 700 Club, Falwell fez a seguinte declaração (para qual mais tarde ele se desculpou):
Eu realmente acredito que os pagão, abortistas, feministas e os gays e as lésbicas que estão ativamente tentando fazer com que um estilo de vida alternativo- ACLU, People For the American Way, todos eles que tentaram secularizar a América- aponte o dedo na sua cara e dizer: "Você ajudou que isto aconteça."
Alguns budistas também condenam a homossexualidade. Por exemplo em 1997, o 14º Dalai Lama, Tenzin Gyatso, disse: "A partir de um ponto de vista budista, homem-homem e mulher-mulher geralmente é considerado má conduta sexual."

### A SIDA como uma doença gay

Manifestação anti-LGBT em Seattle, Washington, Estados Unidos

Um tema comum dos slogans anti-gay é a SIDA como uma "doença gay". Um exemplo é o slogan "A AIDS Mata Viados Mortos", uma paródia do slogan publicitário, "Raid: Mata Insetos Mortos", do inseticida da SC Johnson.
O slogan apareceu durante os primeiros anos da SIDA nos Estados Unidos, quando a doença foi diagnosticada principalmente, entre os homens gays e foi quase invariavelmente fatal. O slogan pegou rapidamente como uma cativante truísmo, canto, ou simplesmente escrever algo com graffiti. É relatado que o slogan apareceu pela primeira vez em público no início da década de 1990, quando Sebastian Bach, ex-vocalista da banda de heavy metal , Skid Row, usava uma t-shirt jogada para ele por um membro da audiência. Uma variante desta é "AIDS Cura Viados."
A frase foi usada por religiosos contra a homossexualidade. Por exemplo foi vista em 1998, durante o funeral de Matthew Shepard, uma vítima da violência anti-gay, quando Fred Phelps e seus seguidores cantaram na frente do funeral. 
De acordo com a Organização Mundial de Saúde, as mulheres representam 50% das pessoas que vivem com o HIV.
De acordo com os Centros para Controle de Doenças, entre homens adultos nos Estados Unidos, homens que fazem sexo com homens, representaram "61% das novas infecções por VIH nos EUA e 79% das infecções entre todos os recém-infectados homens."
A proporção de casos de VIH, que pode ser atribuída ao resultado das relações homossexuais varia de acordo com a geografia. Na Rússia, entre os novos casos de registros da VIH em 2006, onde o modo de transmissão foi conhecido, cerca de metade foi devido à relação heterossexual, e esta percentagem tem vindo a aumentar. Quase 60% dos casos foram atribuídos ao sexo sem proteção entre homens. No Caribe, estima-se que cerca de 40% de relatos de casos de VIH são o resultado de relações sexuais desprotegidas entre homens. Em cerca de 53% dos recém-diagnosticadas infecções pelo VIH nos Estados Unidos, em 2005, foram entre homens que têm sexo com homens. A maior proporção de nova infecção pelo VIH no Canadá, em 2002, foi responsável por relações sexuais desprotegidas entre homens, enquanto na Europa Ocidental, a maior proporção foi contabilizado pela relação heterossexual.

### Temas anti-transgênero
Algumas difamações transfóbicas, tais como shemale, travesti e ladyboy capitalizam a ideia de que as mulheres trans são homens disfarçados de mulheres. O conceito que uma pessoa possuí uma identidade de gênero que não corresponde com o típico do sexo atribuído ao nascer, tem sido frequentemente levado está pessoa a ser vítima de piadas e considerada repulsiva. Por exemplo, em resposta a uma crescente pressão para que a lei de anti-discriminação a respeito dos sanitários públicos, o ex-governador de Arkansas, Mike Huckabee, entregou essa mensagem para a  National Religious Broadcasters Convention durante o anúncio da sua campanha para a presidência em 2016:
Estamos agora de cidade após cidade assistindo ordenanças dizendo que sua filha de sete anos de idade, se ela vai para o banheiro não pode ser ofendida, e você não pode ser ofendido, se ela encontrou por lá um homem de 42 anos que se sente mais como uma mulher do que um homem. Agora eu gostaria que alguém me disse que quando eu estava no colégio eu poderia me sentir como uma mulher quando chegou a hora de tomar banho na educação física. Tenho certeza de que eu teria encontrado o meu lado feminino e disse: 'Treinador, eu acho que eu prefiro tomar banho com as meninas hoje em dia.'
Huckabee continuou a dizer, "de que há algo inerentemente errado em forçar as crianças pequenas para ser parte desta experiência social." A piada de Huckabee atraiu reações de lideranças LGBT, incluindo Rebecca Issacs, a diretora executiva da Federação da Igualdade, que disse em um e-mail para The Huffington Post: "Todos precisam usar o banheiro e todo mundo se preocupa com a segurança e privacidade. Os comentários de Sr. Huckabee contribuem para um clima em que, apesar dos recentes ganhos em visibilidade, as pessoas transgênero continuam a enfrentar extraordinariamente altos índices de discriminação e violência."